# Boy, Did I Get a Wrong Number!
Boy, Did I Get a Wrong Number! é um filme de comédia estadunidense dirigido por George Marshall, estrelado por Bob Hope e Elke Sommer. Foi lançado em 8 de junho de 1966, pela United Artists.

## Elenco
- Bob Hope ...Tom Meade
- Elke Sommer ...Didi
- Phyllis Diller ...Lily
- Cesare Danova ...Pepe Pepponi
- Marjorie Lord ...Sra. Martha Meade
- Kelly Thordsen ...detetive Shawn Regan
- Benny Baker ...detetive Schwartz
- Terry Burnham ...Doris Meade
- Joyce Jameson ...telefonista
- Harry von Zell ...apresentador/narrador
- Kevin Burchett ...Larry Meade
- Keith Taylor ...Plympton

## Recepçãp
Com a carreira cinematográfica de Bob Hope em declínio nos anos 1960, Boy, Did I Get a Wrong Number! foi duramente criticado e comparado a uma "sitcom de TV de 90 minutos". O crítico do The New York Times traçou paralelos com Up in Mabel's Room, que Edward Small havia feito vinte anos antes. No entanto, o filme teve um bom desempenho nas bilheterias. Boy, Did I Get a Wrong Number! foi incluído no livro The Fifty Worst Films of All Time de 1978.